# FV Kusel
Der FV 1919 Kusel e. V. ist ein deutscher Fußballverein mit Sitz in der rheinland-pfälzischen Kreisstadt Kusel innerhalb der Verbandsgemeinde Kusel-Altenglan im gleichnamigen Landkreis.

## Geschichte
Der Verein wurde im Jahr 1919 gegründet und stieg zur Saison 1951/52 in die zu dieser Zeit drittklassige Landesliga Westpfalz auf. Am Ende der Saison reichte die Platzierung jedoch nicht, um an der zur nächsten Saison eingeführten 1. Amateurliga Südwest teilzunehmen. Somit trat der Verein ab der darauffolgenden Saison in der 2. Amateurliga an. Zur Saison 1975/76 gelang dann noch einmal der Aufstieg in die 1. Amateurliga, mit 20:48 Punkten musste man als vorletzter ab direkt wieder runter.
In der Saison 2003/04 wurde der Verein Meister in der Kreisliga Kusel und stieg in die Bezirksklasse Westpfalz auf. Nach dem Abstieg 2006 gelang 2007 der direkte Wiederaufstieg, in der Bezirksklasse wurde man 2008 ebenfalls Meister und stieg in die Bezirksliga Westpfalz auf. Von 2008 bis 2010 und in der Saison 2012/13 war man in der Bezirksliga aktiv, seither spielt man in der mittlerweile als A-Klasse firmierenden, darunter liegenden, Ligaebene.